# Corazón salvaje (1977)
Corazón salvaje é uma telenovela mexicana produzida por Ernesto Alonso para Televisa e exibida pelo Canal de las Estrellas de 26 de setembro de 1977 a 19 de maio de 1978, substituindo Rina e sendo substituída por Viviana.
Foi protagonizada por Angélica María e Martín Cortés e antagonizada por Susana Dosamantes,
Fernando Allende e Bertha Moss.

## Sinopse
A historia se passa na ilha de Martinica ao final do século 19. Antes da famosa erupção do vulcão Pelée em 1902. Francisco Dutrumont, homem rico e dono de grandes propriedades, se casa com Sofía, com quem tem um filho, Renato. Também tem um filho ilegítimo, Juan. Sofía nunca o aceitou e ao morrer seu esposo, ela o manda para longe de sua casa. Dez anos se passam e Juan del Diablo é o dono do barco Luzbel, o acompanha um pequeno órfão, Colibrí e sua tripulação. Catalina, amiga da Familia Dutrumont, regressa a Martinica com suas filhas,  Mónica e Aimée. Aimée se compromete com Renato, e ainda mantém uma relação sentimental secreta com Juan del Diablo. Mónica ama Renato em segredo e decide se converter em uma religiosa. Aimée se casa com Renato e ao regressar Juan, continuam com sua relação. Mónica conhece o segredo de sua irmã. Quando Renato descobre tudo, faz com que Mónica se case com Juan. Logo de muitas dificuldades e mal entendidos, Mónica e Juan chegam a se apaixonar. 

## Elenco
- Angélica María - Mónica Molnar
- Martín Cortés - Juan del Diablo
- Susana Dosamantes - Aimée Molnar
- Fernando Allende - Renato D'Autremont
- Bertha Moss - Sofía D'Autremont
- Miguel Manzano - Pedro Noel
- Kiki Herrera Calles - Doña Catalina Molnar
- Lucy Tovar - Janina
- Socorro Avelar - Ana
- Jorge Vargas - Francisco D'Autremont
- Agustín Sauret - Bautista
- Raúl Vale - Adrián Lefevre
- Ernesto Marín - Colibrí
- Sergio Zuani - Segundo Duclós
- Consuelo Frank - Sor María Inés de la Concepción
- René Muñoz - Esteban
- Roberto Antúnez - Vice-secretário do governdor
- Carlos Argüelles - Juan (jovem)
- Armando Alcázar - Renato (jovem)
- Manuel Guízar - Dr. Alejandro Faber
- Eduardo Alcaraz - Padre Didier
- Tony Bravo - Charles Brighton
- Ernesto Alonso - Narrador
- Roberto Montiel - Gracian
- Pilar Souza
- Rosa Gloria Chagoyán - Delia